# Простоквашино (молочная продукция)
«Простоквашино» — сельскохозяйственное предприятие в Московской области, основанное в 2002 году. Торговая марка «Простоквашино» принадлежит компании «Юнимилк», которая входит в состав  компании «Health & Nutrition». До 2022 года компания «Юнимилк» входила в состав компании «Danone».

## История
История бренда началась в 2002 году, когда было подписано соглашение между «Юнимилк» и писателем Эдуардом Успенским об использовании товарного знака «Простоквашино». Право на использование персонажей из повести для молочной продукции было подтверждено договором.
Изначально продукция выпускалась под брендом «Из Простоквашино», а в 2003 году название было изменено на «Простоквашино». Первые продукты — йогурты, кефир и сметана. До 2004 года бренд «Простоквашино» принадлежал компании «Петмол», а в настоящее время бренд принадлежит компании «Юнимилк».
В 2008 году «Юнимилк» совместно с агентством DEPOT WPF провели масштабный ребрендинг бренда «Простоквашино». Талисманом бренда стал антропоморфный кот Матроскин с синими полосками. Годом ранее (в 2007 году) планировалось продвигать бренд «Простоквашино» на национальном уровне.
В конце 2000-х годов была запущена масштабная рекламная кампания, ролики для которой создавались украинским агентством Maxima Kiev. В 2009 году бренд «Простоквашино» получил премию «Бренд года/Effie».
В 2010 году журнал Forbes включил бренд «Простоквашино» в десятку крупнейших российских брендов. В ноябре того же года компании «Юнимилк» и «Danone» на Украине, в Казахстане и Белоруссии слились.
В 2013 году название «ГК Danone-Юнимилк» было изменено на «Группа компаний Danone в России».
В 2019 году агентство Viewpoint провело второй ребрендинг бренда «Простоквашино». Число синих полосок на упаковках было увеличено. Главная задача — усиление вкуса и натуральности.
Согласно Nielsen, бренд «Простоквашино» занимает первое место на рынке молочных продуктов.

## Продукция
Под брендом «Простоквашино» выпускаются йогурты, творожки, молоко, творожные сырки, сметана, творог, кефир, ряженка, сливочное масло, творожное зерно, сливки, сгущённое молоко и мороженые.